# Lars Olsson (längdskidåkare)
Lars Olsson, ("Finnskoga-Lasse"), född 13 oktober 1932 i Bograngen i Sverige, är en svensk längdskidåkare. Han ingick i det svenska lag som vann stafetten vid världsmästerskapen 1962 i Zakopane. På klubbsidan tävlade han för Finnskoga IF.
I olympiska vinterspelen 1960 ingick han i det svenska lag som slutade fyra i stafetten. 1964 slutade han på 16:e plats i 15-kilometersloppet.
"Finnskoga-Lasse" var känd för sin ordknapphet.

### Fotnoter
1. ↑  Världsmästerskapsresultat (tyska)
2. ↑  Lars Olsson (längdskidåkare) på Sveriges Olympiska Kommittés webbplats